# Hanna Kebinger
Hanna Kebinger, née le 25 novembre 1997 à Garmisch-Partenkirchen, est une biathlète allemande, médaillée d'argent en relais aux championnats du monde 2023.

## Palmarès

### Championnats du monde
| Édition \ Épreuve | Individuel | Sprint | Poursuite | Mass start | Relais                   | Relais mixte | Relais mixte simple |
| ----------------- | ---------- | ------ | --------- | ---------- | ------------------------ | ------------ | ------------------- |
| Oberhof 2023      | 30e        | 17e    | 8e        | 12e        | Médaille d'argent, monde | -            | -                   |

Légende :
- : première place, médaille d'or
- : deuxième place, médaille d'argent
- : troisième place, médaille de bronze
- — : non disputée par Hanna Kebinger
- : pas d'épreuve

### Coupe du monde
- Meilleur résultat individuel : 4e de la mass-start d'Oslo - Holmenkollen en 2023.

- 4 podiums en relais : 1 deuxième place et 3 troisièmes places.

Dernière mise à jour le 10 janvier 2024